# آليس و زوروكو
آليس وزوروكو (باليابانية: アリスと蔵六) مانغا يابانية من تأليف تيتسويا آماي. نشرت لأول مرة في كانون الأول 2012، ولها سبع مجلدات في الأسواق. واقتبست المانغا إلى مُسلسل أنيمي تلفزيوني من إنتاج ستديو جاي سي ستاف عرض في 2 نيسان 2017.

## القصة
مجموعة من الفتيات الصغيرات اللواتي يمتلكن قوى غامضة تجعل باستطاعتهن تجسيد أفكارهن على أرض الواقع. لكن يتم حجز هؤلاء الفتيات ووضعهن تحت الاختبار في مكانٍ سري حتى تتمكن إحداهن من الهرب. تدعى تلك الفتاة سانا ولديها قوى تتخطى جميع قوانين الطبيعة. وينتهي بها المطاف بمقابلة رجل كبير عنيد ومن هنا تتغير حياته المنظمة.

## الحلقات
| رقم الحلقة | عنوان الحلقة                                                  | تاريخ العرض الأصلي |
| --- | ------------------------------------------------------------- | ------------------ |
| 1 | «هروب الملكة الحمراء» "Aka no Joō, Nigeru" (赤の女王、逃げる) | 2 نيسان 2017       |
| زوركو رجل عجوز يعيش حياته بسلام، إلى أن يلتقي يومًا بفتاة صغيرة تدعى أليس، حيث تقلب حياته رأسًا على عقب بقواها العجيبة. |                                                               |                    |
| 2 | «أحلام أليس» "Arisu no yume" (アリスの夢)                     | 9 نيسان 2017       |
| الكشف عن ماضي أليس، وكيف تمت معاملتها في منشأة الأبحاث.                                                               |                                                               |                    |
| 3 | «بطاقات» "Toranpu" (トランプ)                                 | 16 نيسان 2017      |
| يوبّخ زوروكو أليس لفعلتها، ويصرّ على أن تتأسّف، ولكنّها تتجنّب ذلك حتّى حدوث شيءٍ لها.                                       |                                                               |                    |
| 4 | «شيء ليس إنسانا» "Hitodenai mono" (人でないモノ)              | 23 نيسان 2017      |
| 4 | «بيت للعودة» "Kaeru tokoro" (帰るところ)                      | 30 أبريل 2017      |